# Evers Burns
Evers Allen Burns (Baltimora, 24 agosto 1971) è un ex cestista e allenatore di pallacanestro statunitense, professionista nella NBA, in Europa, Australia e Argentina.

## Carriera
È stato selezionato dai Sacramento Kings al secondo giro del Draft NBA 1993 (31ª scelta assoluta).
Con gli Stati Uniti ha disputato i Campionati americani del 1997.